# Tony Darrow
Tony Darrow (Brooklyn (New York), 1 oktober 1938), geboren als Anthony Borgese, is een Amerikaans acteur, filmproducent en scenarioschrijver.

## Biografie
Darrow begon zijn carrière als zanger in diverse nachtclubs, en begon in 1987 met acteren in de film Street Trash. Hierna heeft hij nog meerdere rollen gespeeld in films en televisieseries zoals Goodfellas (1990), Bullets Over Broadway (1994), Deconstructing Harry (1997), Analyze This (1999), Mickey Blue Eyes (1999), Small Time Crooks (2000) en The Sopranos (1999-2007).
Darrow is ook actief als filmproducent en scenarioschrijver, in 2006 was hij hiermee verantwoordelijk voor de film Dinner with the FoodFellas.
Darrow is in 1992 getrouwd en heeft hieruit een kind.

## Filmografie

### Films
Uitgezonderd korte films.
- 2023 The Families Feud - als Nicky Knuckles
- 2022 Desert Dick - als Antonio Vereterratucci
- 2021 The Families Feud - als Nicky Knuckles
- 2019 Made in Chinatown - als Al Capella
- 2019 Offstage Elements - als Carlo Capozzoli
- 2018 The Brawler - als Tommy
- 2017 The Uncle Gerry Show - als Bobby Rocco
- 2015 From Geek to Guido - als rechter
- 2015 Friends and Romans - als Frankie Fusso
- 2013 Goat – als Patsy Pirati
- 2011 Bulletproof Gangster – als Mikey Mendarolo
- 2010 One Angry Man – als Bobby
- 2009 Lynch Mob – als Baas Giavanni
- 2005 Searching for Bobby D – als Ralph Argano
- 2003 Crooked Lines – als Jimmy Pico
- 2003 Last Laugh – als Donnie
- 2000 Small Time Crooks – als Tommy
- 1999 Sweet and Lowdown – als Ben
- 1999 Mickey Blue Eyes – als Angelo
- 1999 Analyze This – als Moony
- 1998 Celebrity – als verhuizende man
- 1997 The North End – als Nunzio
- 1997 Deconstructing Harry – als camara bediender / karakter van Harry
- 1996 On Seventh Avenue – als ??
- 1995 Mighty Aphrodite – als boks trainer
- 1994 Who Do I Gotta Kill? – als Tony Bando
- 1994 Bullets Over Broadway – als Aldo
- 1994 Men Lie – als klant bij hotdog verkoper
- 1992 Teamster Boss: The Jackie Presser Story – als Nardi
- 1991 The Good Policeman – als ??
- 1990 Goodfellas – als Sonny Bunz
- 1987 Street Trash – als Nick Duran

### Televisieseries
Uitgezonderd eenmalige gastrollen.
- 2021 - 2023 Gravesend - als de onderbaas - 6 afl.
- 1999 – 2007 The Sopranos – als Larry Boy Barese – 15 afl.
- 1996 Swift Justice – als Vietor – 6 afl.

- International Standard Name Identifier: 0000 0003 6333 3788
- Library of Congress Control Number: n95047386
- Virtual International Authority File: 227708239
- WorldCat: E39PBJv8HgQ7WF3hc9FkJfBdcP